# 장안면 (보은군)
장안면(長安面)은 대한민국 충청북도 보은군의 면이다. 2007년 10월 1일부터 외속리면(外俗離面)에서 장안면으로 개칭하였다.

## 개요
장안면은 심산유곡과 기암괴석을 자랑하는 자연경관이 빼어난 서원계곡과 천연기념물인 정부인소나무 그리고 99칸의 전통한옥 등 볼거리가 풍부한 지역이다.

## 행정 구역
- 개안리(開安里)
- 구인리(求仁里)
- 봉비리(鳳飛里)
- 불목리(佛目里)
- 서원리(書院里)
- 오창리(梧倉里)
- 장안리(長安里)
- 장재리(壯才里)
- 황곡리(荒谷里)

## 교육
- 속리초등학교 (장안리)
- 사회복무연수센터 (서원리)

## 유적
- 보은 우당고택(愚堂古宅)